# 関信之介

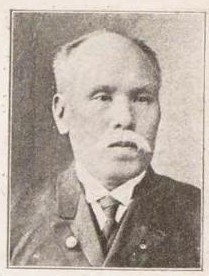
関信之介

関 信之助（關、せき しんのすけ、1853年3月26日（嘉永6年2月17日）- 1917年（大正6年）1月21日）は、明治から大正前期の日本の弁護士・政治家。衆議院議員。

## 経歴
常陸国久慈郡薬谷村（茨城県久慈郡久米村、金砂郷村、金砂郷町を経て現常陸太田市）で、医師・関文友（文雄）の二男として生まれた。
1875年（明治8年）法律学を学ぶため水戸に遊学し、北辰社を設立。1878年（明治11年）法典研究と自由民権運動推進のため水戸法学館を設け幹事に就任。有志と自由党茨城地方部を結成し、その後、茨城自由党に改称し主事に就任した。
1882年（明治15年）代言人試験に合格し代言人（弁護士）を開業。代言人組合会長、水戸弁護士組合会長なども務めた。
1889年（明治22年）水戸市会議員に当選。1890年（明治23年）茨城県会議員に選出され、1892年（明治25年）まで在任。同年2月、第2回衆議院議員総選挙（茨城県第1区、弥生倶楽部）で初当選し、以後、第11回総選挙まで再選され、衆議院議員に連続10期在任した。
1915年（大正4年）大浦事件で検挙され、1916年（大正5年）6月、高松地方裁判所で懲役2か月・執行猶予3年・追徴金300円の判決を受け、控訴して同年10月、大阪控訴院で懲役2か月・執行猶予3年・追徴金300円の判決を受けた。

## 国政選挙歴
- 第1回衆議院議員総選挙（茨城県第1区、1890年7月、自由党）落選[7]
- 第2回衆議院議員総選挙（茨城県第1区、1892年2月、弥生倶楽部）当選[7]
- 第3回衆議院議員総選挙（茨城県第1区、1894年3月、自由党）当選[7]
- 第4回衆議院議員総選挙（茨城県第1区、1894年9月、自由党）当選[10]
- 第5回衆議院議員総選挙（茨城県第1区、1898年3月、自由党）当選[10]
- 第6回衆議院議員総選挙（茨城県第1区、1898年8月、憲政本党）当選[10]
- 第7回衆議院議員総選挙（茨城県郡部、1902年8月、立憲政友会）当選[11]
- 第8回衆議院議員総選挙（茨城県郡部、1903年3月、政友倶楽部）当選[11]
- 第9回衆議院議員総選挙（茨城県郡部、1904年3月、自由党）当選[11]
- 第10回衆議院議員総選挙（茨城県郡部、1908年5月、立憲政友会）当選[12]
- 第11回衆議院議員総選挙（茨城県郡部、1912年5月、立憲政友会）当選[12]
- 第12回衆議院議員総選挙（茨城県郡部、1915年3月、無所属）落選[12]